# Dein ist mein Herz
Dein ist mein Herz, bei der deutschsprachigen Erstaufführung in Österreich unter dem Titel Liebeslied verliehen, ist eine britische Musikfilmromanze aus dem Jahr 1934 von Paul Ludwig Stein mit Richard Tauber in der Hauptrolle als Franz Schubert.

## Handlung
Im Handlungszentrum steht eine melancholische Liebesanekdote aus dem Leben des nachmals gefeierten Komponisten Franz Schubert. Graf Rudi von Hohenberg, Leutnant seiner Majestät, wurde aus der Provinz zum Leibregiment der Erzherzogin Maria Viktoria versetzt. Um dort auch gesellschaftlich bestehen zu können, muss er in Windeseile die Tanzschritte des gerade in Mode gekommenen Walzers lernen, zumal ihre Hoheit von ihren Offizieren erwartet, auch auf dem Parkette bella figura zu machen. In seiner Not wendet sich der fesche Leutnant an den Tanzlehrer Alois Wimpassinger, der mit Hilfe seiner hübschen Tochter Vicki ihm rasch die Grundzüge des Walzertanzes beibringt.
Die Musik zu den Tänzen stammt aus der Feder des jungen Komponisten Schubert, der seit geraumer Zeit in Vicki verliebt ist. Doch diese beginnt ihr Herz an Graf Rudi zu verlieren, und der alte Wimpassinger will erst dann Schubert seine Vickie anvertrauen, wenn dessen folgendes Konzert ein Erfolg wird. Dies ist tatsächlich der Fall, doch Vicki hat sich für Rudi entschieden. Und so muss Schubert auf seine Liebe verzichten, doch bleibt ihm noch seine große Kunst, die Ewigkeitswerte besitzen wird. Er ebnet dem jungen Glück den Weg in die Ehe und bittet die Herzogin, einer Hochzeit Graf Rudis mit Vicki Wimpassinger trotz des Standesunterschiedes zuzustimmen. Bei der Trauung singt Schubert (alias Tauber) ein Tenorsolo.

## Produktionsnotizen
Dein ist mein Herz, eine Variation von Das Dreimäderlhaus, entstand im Frühjahr 1934 in England und erlebte dort seine Uraufführung am 6. Juli 1934 in London. Die musikalische Romanze war dort ein großer Kassenerfolg. In Taubers alter Heimat Österreich konnte man den Film erstmals am 20. November desselben Jahres im Wiener Apollo-Kino unter dem Titel Liebeslied sehen. Im folgenden Jahr lief Blossom Time, so der Originaltitel, in weiteren Ländern an. Noch 1934 wurde das Singspiel in Venedig für den Mussolini-Pokal (Coppa Mussolini) nominiert.
Der spätere Starkameramann Oswald Morris wirkte an diesem Film als „clapper boy“ mit. 
Dein ist mein Herz ist auch ein Exilantenfilm. Regisseur Stein kam aus Österreich wie auch Hauptdarsteller Tauber, der im Jahr zuvor (1933) wegen antisemitischer Ausschreitungen Hitler-Deutschland verlassen hatte. Auch der Kabarettist und Schauspieler Paul Graetz war wie Tauber und Chefkameramann Otto Kanturek Jude und ein Flüchtling aus Nazi-Deutschland. Für den Wiener Willy Eichberger, der hier erstmals unter dem Pseudonym „Carl Esmond“ auftrat, bedeutete Dein ist mein Herz der Einstand im englischsprachigen Film. Wegen der Beteiligung prominenter jüdischer Künstler durfte der Streifen im Deutschen Reich bis 1945 nicht gezeigt werden. Die Deutschlandpremiere fand daher erst im April 1949 statt.

## Kritiken
In der Neuen Freien Presse ist in der Ausgabe vom 22. November 1934 Folgendes zu lesen: „Kaum jemals kamen die unsterblichen Melodien Schuberts so voll und intensiv zur Geltung wie in diesem englischen Film. Der Vergleich mit Forsts ‚Leise flehen meine Lieder‘ liegt nahe. (…) Forst suchte schauspielerische Wirkungen und unterlegte Schubert-Motive auf melodramatische Manier, Stein legt das Schwergewicht auf die Musik und fährt besser dabei. (…) Paul Graetz sieht man mit Freude nach längerer Pause wieder. Das englische Milieu hat auf seine ursprüngliche Komik anscheinend dämpfend gewirkt, nur zum Vorteil der Gesamtleistung. Sehr sympathisch ist die der Erzherzogin und ebenso wenig wie bei allen anderen Schauspielern merkt man bei ihr, daß dieser wienerische Film in England gedreht wurde. Der Wiener Regisseur Stein, der in Amerika lernte, hat es verstanden, die Bilder mit allen jenen Kleinigkeiten zu durchwirken, die Atmosphäre schaffen.“
Die Wiener Neueste Nachrichten berichteten in der Ausgabe vom 22. November 1934. Dort heißt es auf Seite 8: „In der Erinnerung haften ein paar Schubert-Lieder, gesungen von Richard Tauber. Was diesem Tauber-Konzert (wozu Schubert-Maske, wozu Film?!), das natürlich nur akustisch und nicht etwa optisch genußreich ausfiel, voranging und folgte, bemüht man sich rasch zu vergessen, aber man ärgert sich doch weidlich über diesen Schubert-Kitsch, made in England. Die Gestalt Schuberts bleibt Klischee. (…) Der Faden der der schablonenhaften Handlung ist dünn. (…) Regie führt schlecht und recht ein Herr Stein. Der Mann an der Kamera lieferte vorwiegend Brustbilder von Tauber. An die übrigen Mitwirkenden wurden nicht eben hohe Ansprüche gestellt und so ging es damit einigermaßen.“
Die Österreichische Film-Zeitung schrieb: „Als Liebespaar sieht man die liebenswürdige Johanna Baxter und Willy Eichberger, in Athene Seiler und Paul Graetz lernt man zwei ausgezeichnete schauspielerische Kräfte kennen. Paul L. Stein hat die wirkungsvolle Inszenierung besorgt. Die Nachsynchronisierung … ist sowohl textlich wie der dem Wiener Dialekt gerecht werdenden Aussprache nach und auch technisch als außerordentlich gelungen zu bezeichnen...“
Halliwell‘s Film Guide charakterisierte den Film wie folgt: „Stilted musical romance redeemed by its stars singing presence“.
Im Lexikon des internationalen Films heißt es: „Die künstlerisch anspruchslose, umständliche Musikbiographie des österreichischen Emigranten Paul Stein ist vor allem wegen der von Richard Tauber gesungenen Schubert-Lieder erwähnenswert.“